# Coupe d'Afrique des vainqueurs de coupe de football 1976
Navigation
Édition précédente Édition suivante
La Coupe d'Afrique des vainqueurs de coupe de football 1976 est la deuxième édition de la Coupe d'Afrique des vainqueurs de coupe. 
Cette compétition qui oppose les vainqueurs des Coupes nationales voit le sacre du Shooting Stars FC du Nigeria, dans une finale qui se joue en deux matchs face au tenant du titre, le Tonnerre Yaoundé. Il s'agit du premier titre africain pour le Shooting Stars et de la deuxième finale africaine du Tonnerre Yaoundé.

## Tour préliminaire
| Équipe 1                  | Résultat | Équipe 2             | Aller | Retour |
| ------------------------- | -------- | -------------------- | ----- | ------ |
| Bata Bullets              | 6 - 4    | Fortior Mahajanga    | 2 - 4 | 4 - 0  |
| Canon Yaoundé             | 6 - 1    | Petrosport FC        | 3 - 0 | 3 - 1  |
| Liberté FC                | 1 - 9    | Al Ahly Tripoli      | 0 - 5 | 1 - 4  |
| Gambia Ports Authority FC | 2 - 6    | Rail Club du Kadiogo | 1 - 4 | 1 - 2  |

## Premier tour
| Équipe 1             | Résultat | Équipe 2             | Aller | Retour |
| -------------------- | -------- | -------------------- | ----- | ------ |
| Bata Bullets         | 1 - 4    | Rokana United        | 1 - 0 | 0 - 4  |
| Canon Yaoundé        | 2 - 2e   | AS Vita Club         | 2 - 1 | 0 - 1  |
| Rail Club du Kadiogo | 1 - 7    | AS Kaloum Star       | 1 - 0 | 0 - 7  |
| ASKO Kara            | 1 - 5    | Tonnerre Yaoundé T   | 1 - 2 | 0 - 3  |
| Mechal Army          | 6 - 4    | Youth League         | 5 - 2 | 1 - 2  |
| Shooting Stars FC    | 5 - 0    | Kenya Breweries      | 3 - 0 | 2 - 0  |
| US Gorée             | 3 - 6    | Stella Club d'Adjamé | 0 - 0 | 0 - 2  |
| Zamalek SC           | 4 - 2    | Al Ahly Tripoli      | 3 - 0 | 1 - 2  |

## Quarts de finale
| Équipe 1           | Résultat | Équipe 2             | Aller | Retour |
| ------------------ | -------- | -------------------- | ----- | ------ |
| Shooting Stars FC  | 4 - 3    | Rokana United        | 3 - 2 | 1 - 1  |
| Mechal Army        | 2 - 6    | Zamalek SC           | 2 - 0 | 0 - 6  |
| Tonnerre Yaoundé T | 2 - 1    | AS Kaloum Star       | 0 - 0 | 2 - 1  |
| AS Vita Club       | 5 - 3    | Stella Club d'Adjamé | 2 - 0 | 3 - 3  |

## Demi-finales
| Équipe 1     | Résultat      | Équipe 2           | Aller | Retour |
| ------------ | ------------- | ------------------ | ----- | ------ |
| AS Vita Club | 2 - 4         | Tonnerre Yaoundé T | 1 - 1 | 1 - 3  |
| Zamalek SC   | 2 - 2 3-5 tab | Shooting Stars FC  | 2 - 0 | 0 - 2  |

## Finale
| Équipe 1          | Résultat | Équipe 2          | Aller | Retour |
| ----------------- | -------- | ----------------- | ----- | ------ |
| Shooting Stars FC | 4 - 2    | Tonnerre YaoundéT | 4 - 1 | 0 - 1  |

## Vainqueur
| Coupe d'Afrique des vainqueurs de coupe Vainqueur 1976 |
| ------------------------------------------------------ |
| Shooting Stars FC Premier titre                        |